# Лужичане (племя)
Лужича́не — средневековое западнославянское племя, входящее вместе с далеминцами, мильчанами, сорбами, нишанами, сусельцами и другими племенами в одно из трёх крупных объединений полабских славян — племенной союз лужицких сербов.
Племя лужичан является предком народа лужичан (главным образом Нижней Лужицы), живущего на востоке Германии. В «Баварском Географе» IX века племя лужичан упоминается как Lunsizi.
Во второй половине I тысячелетия территорией расселения лужичан были земли по реке Шпрее, приблизительно соответствующие современной Нижней Лужице на территории современной Германии (федеральная земля Бранденбург). К западу от лужичан размещалось племя нижичей, к северу размещались любушане, плони и другие племена, земли к югу от лужичан занимало племя мильчан, к востоку находились области расселения силезских племён (дзядошане и другие).
Племя лужичан сформировалось в результате переселения славян, вероятно, из Силезии в междуречье Одера и Эльбы, принёсших в данный регион торновскую культуру (по памятнику Торново в бассейне Шпрее), смешавшись с жившими здесь уже с VI века племенами, представляющими суковско-дзедзицкую культуру, к которым относились соседние с лужичанами мильчане, слубяне, жаровяне и другие племена.
С IX века часть лужицких земель входит в союз племён сорбов, их этноним начинает распространяться среди лужичан. В начале X века племя лужичан было покорено немцами.
Территория региона Нижняя Лужица, представляющая ареал культуры торновского типа, является областью распространения нижнелужицкого языка, диалекты которого восходят, вероятнее всего, к племенному диалекту лужичан, так как по данным археологии какие-либо перемещения лужицкого населения в позднем средневековье не обнаруживаются.
Вместе с мильчанами лужичане стали основными племенами, принявшими участие в формировании серболужицкого этноса. Название исторической области Лужица распространилось на Будишинскую землю, населённую потомками племени мильчан.

Деление на Нижнюю и Верхнюю Лужицу появляется с XV века.